# 法蘭索瓦·羅羅內

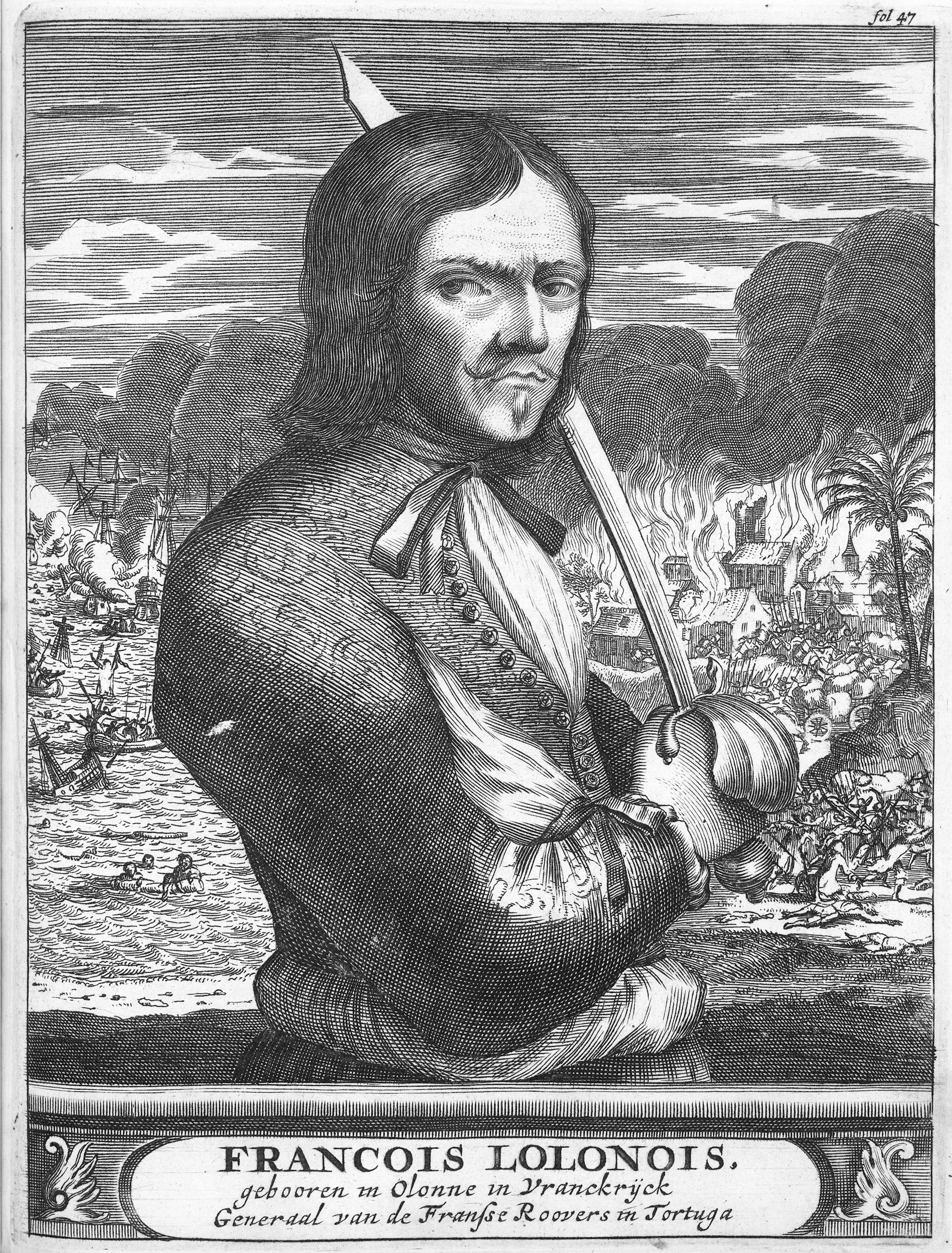
法蘭索瓦·羅羅內

法蘭索瓦·羅羅內（François l'Olonnais，1635年—1668年）是法國海盜，1660年代活躍在加勒比海。本名尚-大衛·諾（Jean-David Nau）。根據資料有羅羅諾瓦、羅羅諾亞（L'Olonnois，Lolonois）、羅羅納（Lolona）、或是英語的「法蘭西斯·羅羅諾亞」等譯名。曾掠奪西班牙統治下的哈瓦那、馬拉開波、直布羅陀（委內瑞拉）。憎恨西班牙人，對俘虜和被掠奪地域的住民非常殘忍、冷酷，因此有「西班牙人的災難」（Fléau des Espagnols）之稱。1668年，遠征宏都拉斯的途中，在巴拿馬的達連沿岸觸礁，為了尋找食物而進入內陸，結果被有当地原住民杀死并焚毁尸体。

## 脚注
1. ↑  デイヴィッド・コーディングリ 『図説海賊大全』 増田義郎、増田義郎・竹内和世訳、東洋書林、2000年
2. 1 2  増田義郎 『図説海賊』 河出書房新社、2006年
3. ↑  武光誠 『世界史に消えた海賊』 青春出版社、2004年

## 外部連結
- Pirates & Privateers: The History of Maritime Piracy - L'Olonnais （页面存档备份，存于）